# Abel Alier
Abel Alier Kwai (Bor, ~1935) és un polític sudanès del sud d'ètnia dinka i jurista internacional respectat i advocat pels drets humans. És activista pro-cristià al Sudan. Té un lloc a la Cort Internacional Permanent d'Arbitratge de la Haia i és reconegut com el més destacat advocat cristià. Ha escrit alguns llibres, el darrer titulat Southern Sudan: Too Many Agreements Dishonoured.

## Biografia

### Inicis polítics
Abel Alier va estudiar a Khartum i fou un dels fundadors del Front del Sud el 1965. El Front del Sud fou una de les dues forces sudistes que va aconseguir representació parlamentària a les eleccions de 1968, amb 10 escons. El 25 de maig de 1969 el partit, com tots els altres fou prohibit, però Alier i altres líders van mantenir certs contactes amb el govern de Gaafar al-Numeiry. L'agost de 1971 fou nomenat ministre per afers del sud al gabinet de Nimeiry en el lloc del comunista Joseph Garang, executat el 28 de juliol de 1971, acusat falsament de participar en el cop d'estat del 19 el 22 de juliol de 1971. Al mateix temps fou nomenat vicepresident. Va negociar amb Joseph Lagu el cap militar de l'Anya Anya i del Moviment d'Alliberament del Sudan del Sud, nominalment depenent de la Unió Nacional Africana del Sudan-Exterior, i el febrer de 1972 es van signar els Acords d'Addis Abeba, que establien una regió autònoma al sud del país. L'acord fou ratificat el 27 de març de 1972, i Alier va esdevenir vicepresident del Sudan i president de la regió autònoma (6 d'abril). Alier era considerat més proper al nord i oposat a Lagu, un home d'idees més fermes, i per això fou l'home que Nimeiry va acceptar nomenar president (estrictament president de l'Alt Consell Executiu), deixant al marge a Lagu al que s'havia promès la vicepresidència del país i que fou nomenat major general de l'exèrcit. Segons Alier estava d'acord amb això, ja que volia controlar la integració de les seves forces a l'exèrcit nacional, però segons Lagu, va quedar decebut.

### Primera presidència (1972-78)
Alier va exercir la presidència regional del 6 d'abril de 1972 al febrer del 1978. Es van fer eleccions regionals l'octubre de 1973 que el van confirmar. El govern de Khartum va tractar als ministres del sud com a simples delegats i va limitar les transferències de fons. Durant tot el seu govern el sud només va rebre el 23,2% del pressupost especial de desenvolupament i pocs programes es van poder implementar. Molts veterans de guerra o polítics rebels no van rebre participació en els afers de govern o en els beneficis. Això va crear un descontentament general. El terç de sudistes que havien d'entrar a l'exèrcit en cada promoció es va convertir en només 5 sudistes.

#### Govern Lagu (1978-80)
A finals de 1977 es va elegir una nova assemblea regional, i Lagu fou elegit àmpliament. El president Nimeiry el va nomenar el febrer de 1978. El govern de Lagu fou breu, però es va notar; un ampli programa de construccions es van desenvolupar. Es va discutir si el seu ús del poder fou constitucional i algunes decisions foren recorregudes a la Cort Suprema però abans de dictar sentència, Numeiry, aprofitant la reorganització administrativa que havia de crear nous estats, va dissoldre per decret l'Assemblea Nacional Popular i el Consell Executiu de la Regió Sud el 12 de juliol de 1979, i va anunciar eleccions per l'abril de 1980, i així Lagu va acabar la seva presidència; Nimeyri va nomenar president provisional a Peter Gatkuoth.

### Segona presidència (1980-81)
A les eleccions no es va presentar més que Abel Alier en representació de tots els sudistes, que es van presentar units de moment; a més no hi havien partits i tots van participar com a membres de la Unió Socialista Sudanesa. Lagu va renunciar a participar i es va dedicar a les seves tasques militars. Abel Alier que era vist com el principal autor dels acords d'Addis Abeba fou elegit novament, sense oposició, i nomenat pel president el maig de 1980. Com abans, Alier fou condescendent amb el govern de Khartum; va haver d'enfrontar les divisions tribals (augmentades a partir del 1972), la corrupció dels funcionaris, i la frustració dels sudanesos del sud, especialment els retornats d'Uganda a la caiguda d'Idi Amin Dada el 1979.
Ja abans del 1978 es van descobrir els primers jaciments de petroli al sud (a Bahr al-Ghazal) i el 1978 es van començar prospeccions en altres llocs i es va descobrir petroli a Bentiu. Els nord-sudanesos van intentar modificar les fronteres provincials per situar aquestos recursos al nord, però Nimeiry va declarar que els límits no es tocarien. L'explotació del petroli, la construcció d'una refineria i de l'oleoducte a Port Sudan del petroli per exportació deixant una quantitat limitada per consum local a Kosti amb la refineria; Bentiu reclamava també la refineria que no fou atorgada. El descobriment de petroli a Kordofan del Sud i a l'Alt Nil va agreujar les disputes soscavant la confiança entre les dues parts. Creixia la idea que el retorn a la guerra civil era inevitable. Les primeres concessions (que havien estat atorgades el novembre de 1974 tot i no estar operatives fins més tard) foren a la Chevron Oil Company, i van donar pas a noves concessions a la Total Oil Company per les zones de Bor, Pibor i Kapoeta; les concessions de Bentiu explotades el 1978 foren les més productives, però el seu anunci es va demorar fins al 1980; llavors es va intentar dibuixar un nou mapa del Sudan per situar les troballes en un nou estat anomenat Unity, però els membres de l'assemblea del sud van dissuadir a Nimeiry de tirar endavant; però el nord va planificar assegurar el petroli amb la construcció d'una refineria a Kosti i no a Bentiu. Alguna agitació va començar al Nil Superior i Jonglei que mai havien acceptat plenament l'acord d'Addis Abeba i havien mantingut viva la resistència. La carretera de Malakal a Juba ja va quedar tallada el 1979, però realment no hi va haver incidents remarcables fins després de 1980.
La desconfiança i les lluites entre faccions va acabar amb el govern d'Alier el 5 d'octubre de 1981. Des de 1979 Lagu advocava per una major descentralització del sud (per evitar el domini dinka), mentre Alier s'hi oposava; era la política anomenada Kokora (una paraula bari que vol dir re-divisió); Nimeiry ho va veure com una oportunitat per aprofitar les divisions del sud i va donar suport a Lagu. La re-divisió es va establir el 1981, subdividint la regió en tres regions, segons les antigues tres províncies; l'assemblea regional va rebutjar la proposta el març de 1981 però Lagu i els seus suports a Equatoria van insistir. El govern del sud estava de fet en mans del president que podia cessar o nomenar presidents de l'Alt Consell Executiu, dissoldre l'assemblea o convocar eleccions. El 5 d'octubre de 1981 Alier fou destituït formalment per la preparació de les eleccions a la primavera del 1982.

#### Nou govern pro-distribució (1981-83)
Nimeyri va nomenar de manera provisional a Gismalla Abdalla Rassas, membre del Moviment d'Alliberament del Sudan, com a president interí, considerat regionalista. El 1982 Joseph Lagu fou designat finalment vicepresident, el que suposava un clar reforçament de la seva posició política. La coalició que havia portat al poder a Alier es va desfer i els oposats a la re-divisió van concórrer a part (tots dins la llista del partit únic) en una plataforma que va fer campanya en contra de la reforma administrativa; el 80% dels electes s'oposaven a la re-divisió però una bona part estaven d'acord a transferir competències del govern de Juba al de les províncies; els polítics partidaris de la reforma van formar una coalició (els diputats dinka, nuer, shilluk i anuaks (tots nilòtics) amb els pro-divisionistes del Bloc Equatorià dirigit per James Joseph Tembura, un zande d'Equatoria occidental; com que el bloc tenia la major part en la coalició, Tembura fou elegit president de l'Alt Consell Executiu i nomenat pel president el 23 de juny de 1982.
El govern de Khartum es mostrava cada vegada més integrat amb els països àrabs com el suport a l'Iraq en la guerra contra l'Iran o la projectada unió amb Egipte (12 d'octubre de 1982) i això aixecava la preocupació entre els sudistes i es van reclutar voluntaris al sud per combatre contra l'Iraq; els sudistes estaven convençuts que el Sudan esdevindria un estat àrab i islàmic. Sota el govern de Joseph James Tombura, la política de la divisió es va imposar i els que s'hi van oposar foren detinguts. Alier hi va transigir mentre altres membres de l'antic Front de Sud, com Clement Mboro, que s'hi oposaven, es van exiliar. D'altra banda durant el 1982 una milícia del govern, els Baggara, van entrar al Nil Superior per intimidar a les autoritats i estendre el poder dels nordistes a les zones petrolieres. Els joves nuers es van haver d'exiliar a Etiòpia i bona part es va unir a l'Anya-Anya II; els notables i respectats polítics nuers William Abdullah Choland i Samuel Gai Tut van passar a la clandestinitat i es van unir a l'Anya-Anya II.

#### Guerra civil (1983)
El maig de 1983 es revoltava a Bor el capità Kerubino Kwanyin Bol i seguidament se li unien altres militars entre els quals el capità John Garang amb les seves forces militars; es va començar a organitzar als grups dispersos de l'Anya Anya II des d'una base a Etiòpia on Menguistu Haile Mariam havia acordat suport al moviment; aquesta revolta fou el primer pas que va portar al començament de la segona guerra civil sudanesa.
Poc després que l'exèrcit va recuperar Bor (on Kerubino havia resultat ferit i junt amb els seus va haver de retirar-se cap a Etiòpia), el 5 de juny de 1983, segurament no com a conseqüència d'aquestos fets, sinó com un acte previ a la instauració de la xaria (que l'assemblea regional hagués pogut rebutjar), Nimeiry va aparèixer a la televisió flanquejat pel major general Joseph Lagu, i va anunciar que l'acord d'Addis Abeba de 1973 quedava derogat i totes les institucions que en resultaven (l'Assemblea regional i la presidència de l'Alt Consell Executiu entre altres). Al seu lloc s'establien tres estats, basats en les tres províncies anteriors al 1972, amb una descentralització com la dels estats del nord. Això donava satisfacció als sudistes oposats a l'hegemonia dinka però reduïa considerablement els poders del sud; els estats tindrien el mateix poder que els del nord que eren menys que el poder que tenia el govern regional; al sud l'assemblea elegia al president que havia de ser confirmat pel president del Sudan, però als estats els governadors eren nomenats pel president de la república sobre una sèrie de nom proposats; i els poders econòmics dels estats eren molt inferiors als poders regionals que fins i tot podia recaptar taxes pròpies; els estats recaptaven però ho havien d'enviar tot a Khartum que redistribuïa els diners per decisió del president; aquesta decisió fou la que més va decebre als equatorians que esperaven que els recursos de la seva regió els pondrien aplicar per l'ús propi.
El setembre de 1983 Nimeiry, tal com li havia dictat Hasan al-Turabi, va imposar la xaria o llei islàmica al codi penal el que va ampliar l'oposició al sud reforçant notablement la incipient guerrilla. La Chevron Oil va haver d'aturar activitat el 1984 a causa de la violència quan ja les àrees rurals estaven en mans dels rebels. Nimeyri fou enderrocat el 6 d'abril de 1985 i els polítics sudistes vinculats al seu règim en van sortir força desprestigiats. Lagu, que romania vicepresident, es va exiliar al Regne Unit.

### Vida fora de la política activa
A principis de 1990, Abel Alier escrivia un llibre sota el títol Sudan del Sud: Massa Acords Deshonorats: en ell explicava que l'acord signat a Etiòpia el 1972 havia estat deshonrat per Numeiri el 1983 quan va anunciar la introducció de la Llei Islàmica. A començaments de 1997 Riek Machar va signar un acord amb Khartum, conegut com a Acord de Khartum, el qual mai es va implementar, mostrant una mala voluntat dels governs sudanesos.
El 2005 va dirigir el comitè nomenat per investigar la mort de John Garang en accident. Abel Alier amb l'equip d'investigació va dictaminar que l'accident havia estat per una fallada mecànica i el mal temps amb manca de visibilitat, i encara que el President ugandès Yoweri Museveni insinuava la possibilitat de joc brut, Alier va considerar que això s'havia de desestimar. En diverses pàgines web alguns sudanesos el consideren un sudista tebi sempre favorable a una unió de l'estat amb una regió del sud supeditada al nord.